# つくばみらい市立図書館
つくばみらい市立図書館（つくばみらいしりつとしょかん）は、茨城県つくばみらい市福田にある公共図書館。小規模な図書館として、「積極的PRと地道な努力」を続けている。

## 概要
市内出身の間宮林蔵に関する資料と、市域を通過するつくばエクスプレスに関する資料を収集している。また、市西部の小絹とみらい平地区の紫峰ヶ丘にそれぞれ「小絹分館」と「みらい平分館」が存在し、本館と分館で借りた本やCD等はどちらでも返却が可能である。

### 本館

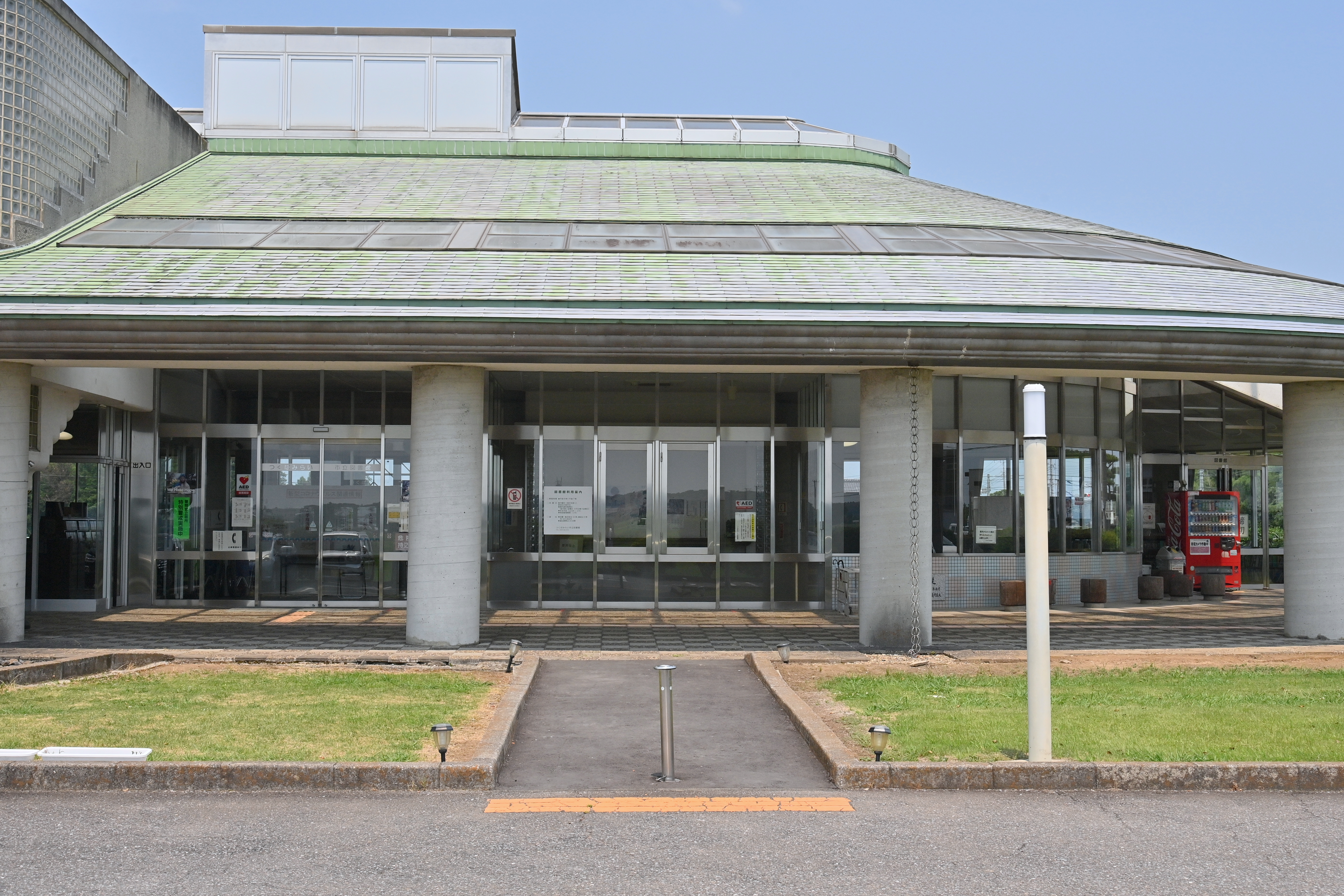
つくばみらい市立図書館入口

- 所在地 〒300-2341 茨城県つくばみらい市福田623番地
- 開館時間
  - 日 - 土曜 9:00 - 19:00
  - 休館日 月曜日（祝日を除く）・祝日の翌平日・館内資料整理日（毎月第3金曜日　8月は第4金曜日）・年末年始（12月29日から翌年1月4日まで）・特別整理期間
- 敷地面積5,460m2、建築面積1,560m2、延床面積1,604m2の2階建

### 小絹分館

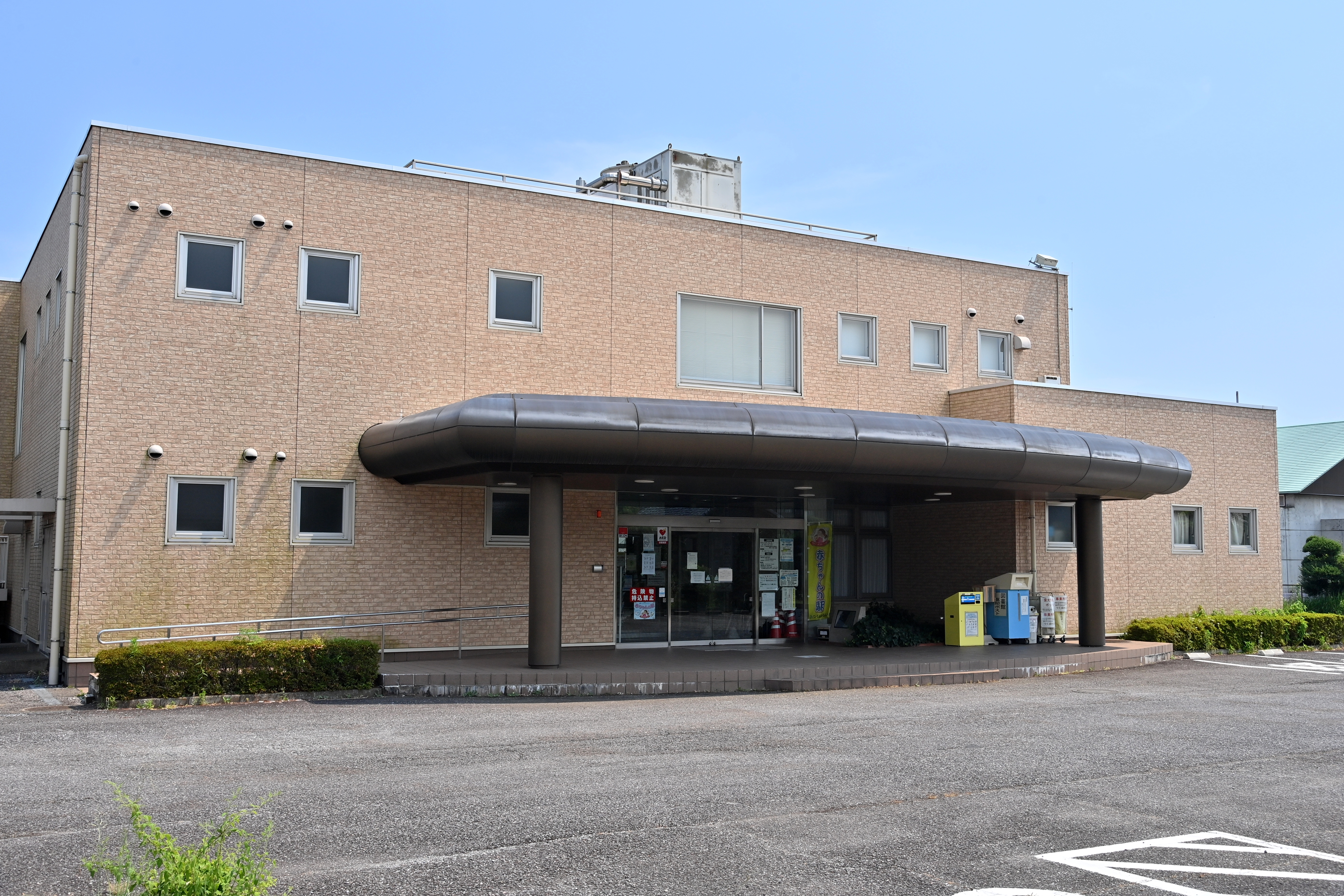
小絹分館（小絹コミュニティーセンター）

前身は「小絹コミュニティセンター図書室」である。2006年（平成18年）5月31日に一度閉室し、2007年（平成19年）4月に「つくばみらい市立図書館小絹分館」として再開した。
- 所在地 〒300-2445 茨城県つくばみらい市小絹848番地（小絹コミュニティセンター内）
- 開館時間
  - 日 - 土曜 9:00 - 19:00
  - 休館日 月曜日（祝日を除く）・祝日の翌平日・館内資料整理日（毎月第3金曜日　8月は第4金曜日）・年末年始（12月29日から翌年1月4日まで）・特別整理期間

### みらい平分館
2014年（平成26年）11月に「つくばみらい市立図書館みらい平分館」として開館した。
- 所在地 〒300-2359 茨城県つくばみらい市紫峰ヶ丘四丁目4番地1（みらい平コミュニティセンター内）
- 開館時間
  - 日 - 土曜 9:00 - 19:00
  - 休館日 月曜日（祝日を除く）・祝日の翌平日・館内資料整理日（毎月第3金曜日　8月は第4金曜日）・年末年始（12月29日から翌年1月4日まで）・特別整理期間

## 歴史
1990年（平成2年）に伊奈町立図書館として、伊奈町役場（現つくばみらい市役所伊奈庁舎）に隣接する地に建設された図書館である。1992年（平成4年）には「鬼怒川・小貝川博覧会」の記念誌『鬼怒川 小貝川―自然 文化 歴史』の編集室が置かれた。1997年（平成9年）、貸出等を行うサービスカウンターと分離した「そうだんカウンター」を設置し、2003年（平成15年）には、つくばエクスプレスに関する資料の収集を開始した。2006年（平成18年）3月28日に筑波郡伊奈町・同郡谷和原村が合併しつくばみらい市となったことにより、つくばみらい市立図書館となった。
2011年（平成23年）3月11日の東北地方太平洋沖地震発生時には来館者20人と職員6人がいたが、全員無事であった。書架の転倒、壁面のひび割れ、トイレ天井の化粧板落下などの被害が発生し、同年3月31日まで臨時休館、翌4月1日より業務を再開した。開館後も9月30日まで東日本大震災による電力危機により、開館時間の1時間短縮を行い、緑のカーテン設置や扉・窓の開放による自然風導入などにより、極力冷房を使用しない措置が取られた。

## 特色あるコーナー
間宮林蔵コーナー
つくばみらい市出身である間宮林蔵に関する書籍・ビデオのほか、地図・測量関係の資料も収集する。開館当初から設置されている。
そうだんコーナー
レファレンスサービスを充実させるため、貸出業務等を行うカウンターとは別に「そうだんコーナー」として司書が常駐するカウンターを設置している。市民や司書以外の職員へのレファレンスサービスを浸透させる活動を行うとともに、レファレンス記録を分析し公開する活動も実施する。

## 交通
本館
- つくばエクスプレスみらい平駅より
  - つくばみらい市コミュニティバス「みらい号」DルートおよびEルート、又は庁舎間シャトルバスに乗車し[14]｢伊奈庁舎｣下車徒歩1分
  - 関東鉄道バス「取手駅西口行き」に乗車し、「図書館入口」または「伊奈庁舎前」下車徒歩1分
- 首都圏新都市鉄道つくばエクスプレス・関東鉄道常総線守谷駅より
  - 関東鉄道バス「取手駅西口行き」に乗車し、｢農協前｣下車徒歩10分
- JR取手駅西口より
  - 関東鉄道バス「谷田部車庫行き」に乗車し、「伊奈庁舎前」または「図書館入口」下車徒歩1分

小絹分館
- 常総線小絹駅より徒歩6分
- 首都圏新都市鉄道つくばエクスプレス・関東鉄道常総線守谷駅より
  - つくばみらい市コミュニティバス「みらい号」Fルートに乗車し「小絹駅」下車徒歩6分
  - 関東鉄道バス「内守谷工業団地行き」または「岩井バスターミナル行き」に乗車し、「小絹中学校」下車徒歩5分
- つくばエクスプレスみらい平駅より
  - つくばみらい市コミュニティバス「みらい号」Gルートに乗車し「小絹駅」下車徒歩6分

みらい平分館
- つくばエクスプレスみらい平駅より徒歩約13分
  - つくばみらい市コミュニティバス「みらい号」BルートまたはCルート、またはDルートに乗車し[15]「みらい平コミセン前」下車徒歩1分